# 11621 Duccio
11621 Duccio (1996 PJ5) là một tiểu hành tinh vành đai chính được phát hiện ngày 15 tháng 8 năm 1996 bởi M. Tombelli và G. Forti ở Montelupo.